# Ina Boudier-Bakker
Klaziena (Ina) Boudier-Bakker (Amsterdam, 15 april 1875 – Utrecht, 26 december 1966) was een Nederlandse schrijfster van romans. Haar bekendste werk is De klop op de deur uit 1930.

## Levensloop
Klaziena Bakker was het oudste kind van Frederik Bakker en Aleida Emilia Holm, en groeide op in een gegoed milieu te Amsterdam. Twee jongere broertjes overleden op jonge leeftijd. Op de lagere school raakte ze bevriend met het notarisdochtertje en later kunstenares Cornelia Scheltema Beduin (1876-1938), die haar hartsvriendin zou blijven. Ze volgde de HBS voor Meisjes op de Keizersgracht in Amsterdam, en daarna behaalde ze de Acte voor Lager Onderwijs. Op wens van haar vader begon ze een studie Nederlands, die ze na een jaar afbrak. Ze volgde ook zangles en behaalde op wat latere leeftijd ook het toonkunstenaarsdiploma zang. Na de dood van haar vader begon ze zich in 1897 toe te leggen op het schrijven.

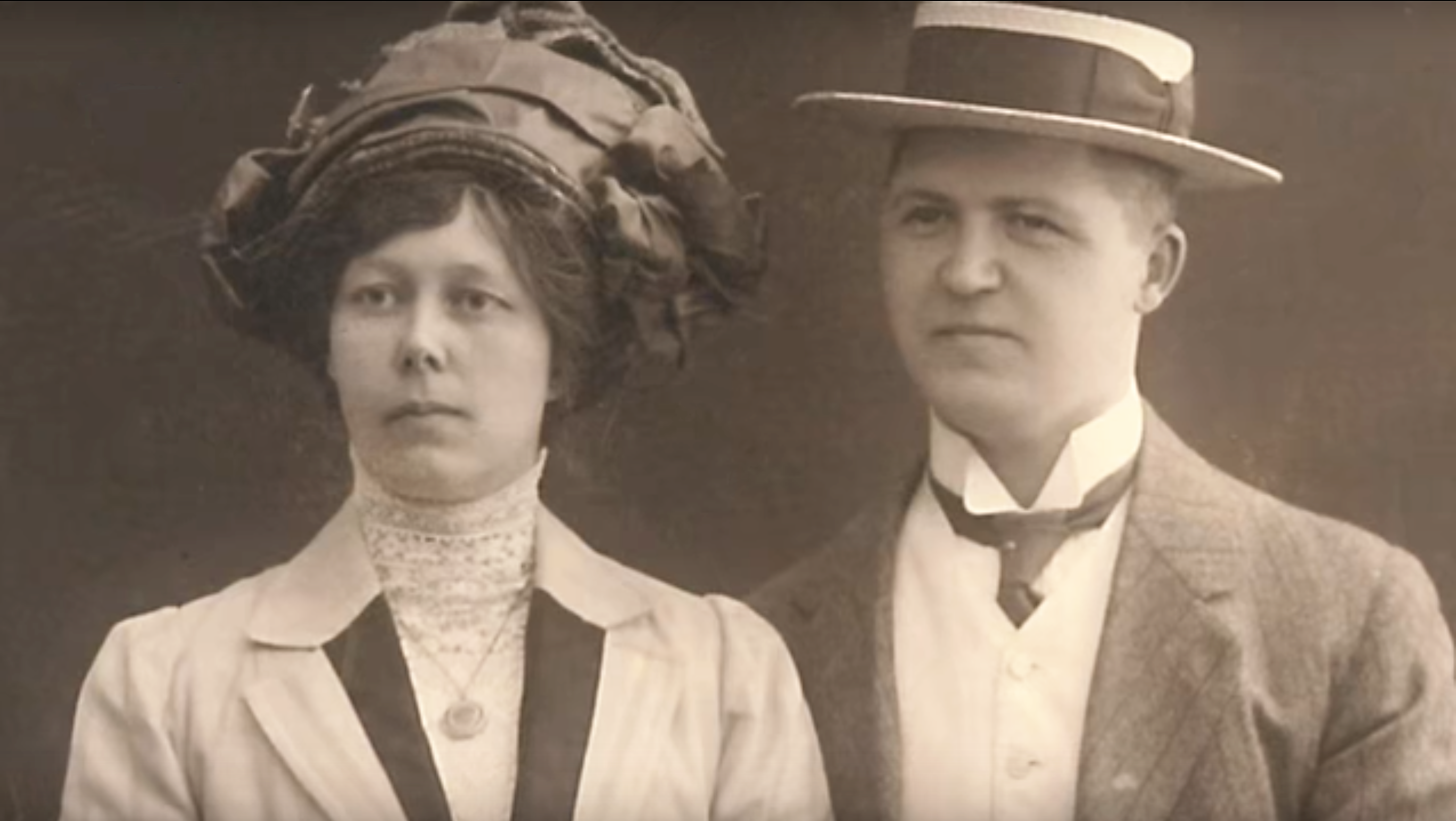
Trouwfoto Ina Boudier-Bakker en Henry Boudier

In 1902 trouwde Ina Bakker op haar 27ste met Henry Boudier, directeur van de PTT. Vanwege zijn werk verhuisden ze regelmatig, zo woonden ze in Utrecht, Vianen, Aerdenhout en Groningen. In 1929 keerde ze weer terug naar Utrecht.
In 1902 schreef ze haar debuut, de novelle Machten, maar ze veroverde pas echt haar plaats tussen de vooraanstaande Nederlandse auteurs met haar roman Armoede, die zij in de jaren 1907-1909 in Utrecht schreef. Ook daar schreef ze in 1930 haar nu bekendste boek, De klop op de deur, dat in 1970 werd bewerkt voor de televisie (De klop op de deur, televisieserie 1970-1971). Tijdens de Tweede Wereldoorlog legde zij elke daad van terreur vast in verzen, die ze vlak na de oorlog heeft voorgedragen in de Pieterskerk in Utrecht.
Na de oorlog werd het leven van Boudier-Bakker beïnvloed door ziekte van haar man en haarzelf en door de dood van haar man in 1952. Desondanks schreef ze nog een aantal werken, waaronder Finale (1957) dat een groot succes was. Ina's oeuvre werd in 1963 bekroond met de Tollensprijs.
Enkele jaren voor haar dood vernoemde de gemeente Utrecht een straat naar haar. De Ina Boudier-Bakkerlaan is thans vooral bekend door de gelijknamige studentenflat. De Hogeschool voor de Kunsten Utrecht is ook aan Ina Boudier-Bakkerlaan gevestigd, plaatselijk aangeduid als de IBB. Ook Zutphen en Goes hebben een Ina Boudier-Bakkerlaan.

## Werk
Wanneer haar omvangrijke oeuvre ingedeeld zou moeten worden bij een stroming, zou het het weinig eerbiedige etiket van "huiskamerrealisme" of "damesroman" krijgen. Deze laatste typering is ooit door de criticus Menno ter Braak geïntroduceerd voor boeken die verschenen tijdens de nadagen van het naturalisme en die doorgaans door vrouwelijke auteurs werden geschreven. In deze boeken werden de meest uitgesproken naturalistische kenmerken zo afgezwakt dat een veelal vlot leesbaar, realistisch verhaal over het wel en wee van een huisgezin overbleef. Hierin werd veel aandacht besteed aan uitgebreide detailbeschrijvingen en psychologische uitweidingen. Ina Boudier-Bakker was, gezien haar bijnaam "koningin van de Nederlandse damesroman", een soort meesteres op dit gebied.
Hoewel zij zeer veel werd gelezen, deelden de critici niet altijd de waardering van het publiek. Dit was met name het geval na de Eerste Wereldoorlog en paste in de afname van de reputatie van damesromans. Met name de Forum-groep reageerde heftig op huiskamerromans waarvan Boudier-Bakkers werk een voorbeeld is. Over De Klop op de Deur verscheen bijvoorbeeld in 1934 in het mei-nummer van De Gemeenschap in de satirische rubriek "Hagel" als grap te midden van andere boektitelgrappen de zogenaamde "zeer korte recensie" (wat het dus niet was!): "Niet open doen!", bijgedragen door een zekere 'V.D.E." (vrijwel zeker de Amsterdamse drukker en cultuurminnaar Herman van den Eerenbeemt). Menno ter Braak zette zich sterk af tegen "de gemoedelijke huiskamer van de psychologische roman". Bovendien heeft hij de reputatie van Ina Boudier-Bakker aangevallen door haar in 1935 voorzichtig te beschuldigen van plagiaat in haar roman Vrouw Jacob, maar haar onverstandige reactie daarop maakte het alleen maar erger voor haarzelf. De klop op de deur bleef bij het publiek onverminderd populair. Dat blijkt niet alleen uit de eerder genoemde Nederlandse televisieserie, maar ook uit herdrukken in de 21e eeuw.
De waardering in de moderne tijd loopt sterk uiteen. Onder andere haar novelle De Straat heeft haar reputatie behouden. Herdrukken van Armoede en Finale aan het begin van de 21e eeuw werden door sommigen geprezen. Een hedendaagse literatuurhistoricus kwalificeerde het echter als "even overvloedig als uniform".
In 2013 wordt bekend dat er vervalsingen zitten in het oorlogsdagboek van Ina Boudier-Bakker dat in 1975 onder de titel ‘Met de tanden op elkaar’ het licht zag. Degene die het dagboek liet uitgeven, Hans Edinga (pseudoniem voor Hans Heidstra), heeft er naar eigen inzicht zinnen aan toegevoegd of weggehaald. Degene die de vervalsingen naar buiten bracht, is historicus Rémon van Gemeren. Hij schreef de inleiding bij de nieuwe uitgave van het oorlogsdagboek, dat de titel kreeg ‘Zo doods en stil en donker’.

## Bibliografie

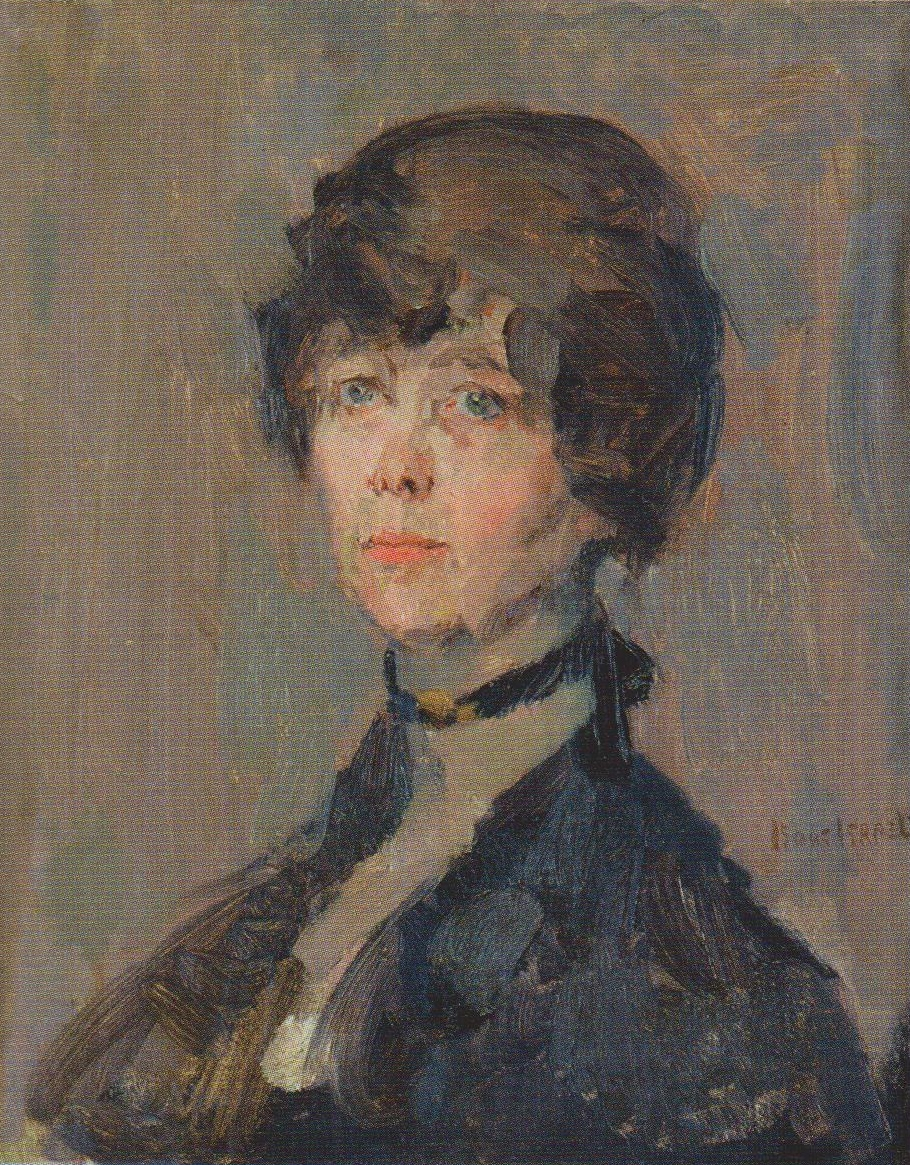
Ina Boudier-Bakker
(door Isaac Israëls)

## Vertalingen
- In een Oosterschen rozentuin. Deventer: Kluwer, 1932. Vertaling van: In an Eastern rosegarden van Hazrat Inayat Khan
- Andersen. Baarn: Hollandia, 1940. Vertaling van de schrijfster uit de door Andersen zelf verzorgde Duitsche uitgave van zijn werken